# Simulación

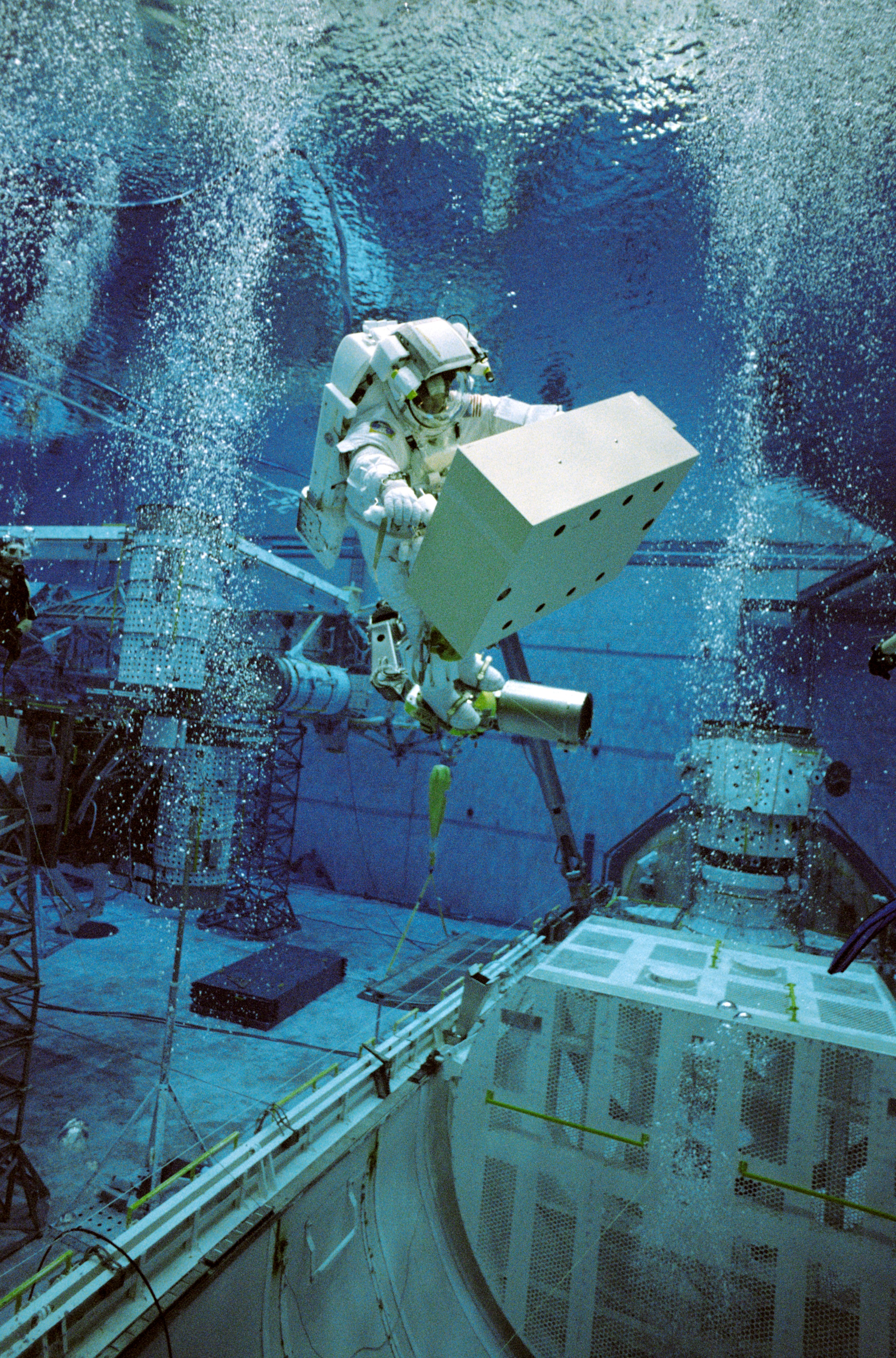
Una sesión de simulación de paseo espacial, en la NASA.

Imitación de una onda circular

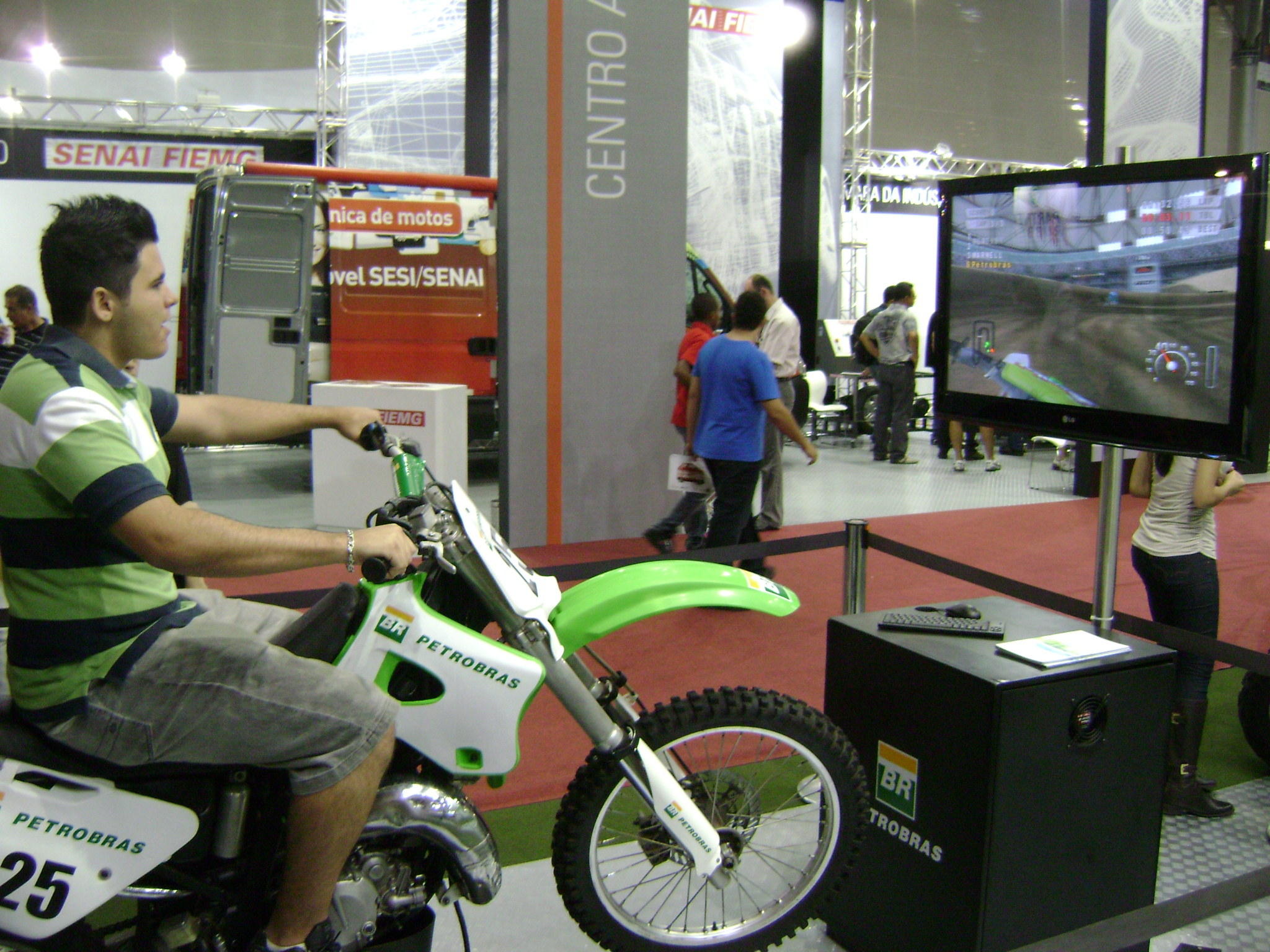
Simulador de motocicleta en la Bienal do Automóvel, Belo Horizonte, Brasil.

En las ciencias, la simulación es el artificio contextual que hace  referencia a  la investigación de una hipótesis o un conjunto de hipótesis de trabajo utilizando modelos un método perfecto para la enseñanza y aprendizaje.
Thomas T. Goldsmith Jr. y Estle Ray Mann la definen así: "Simulación es una técnica numérica para conducir experimentos en una computadora digital. Estos experimentos comprenden ciertos tipos de relaciones matemáticas y lógicas, las cuales son necesarias para describir el comportamiento y la estructura de sistemas complejos del mundo real a través de largos períodos".[cita requerida]
Una definición más formal, formulada por R. E. Shannon, es: "La simulación es el proceso de diseñar un modelo de un sistema real y llevar a término experiencias con él, con la finalidad de comprender el comportamiento del sistema o evaluar nuevas estrategias -dentro de los límites impuestos por un cierto criterio o un conjunto de ellos - para el funcionamiento del sistema".

## Elementos de la simulación

### Definición del sistema
Consiste en estudiar el contexto del problema, identificar los objetivos del proyecto, especificar los índices de medición de la efectividad del sistema, establecer los objetivos específicos del modelamiento y definir el sistema que se va a modelar un sistema de simulación.

### Formulación del modelo
Una vez definidos con exactitud los resultados que se espera obtener del estudio, se define y construye el modelo con el cual se obtendrán los resultados deseados. En la formulación del modelo es necesario definir todas las variables que forman parte de él, sus relaciones lógicas y los diagramas de flujo que describan en forma completa el modelo.

### Colección de datos
Es importante que se definan con claridad y exactitud los datos que el modelo va a requerir para producir los resultados deseados.

### Implementación del modelo en la computadora
Con el modelo definido, el siguiente paso es decidir qué lenguaje de programación (como Fortran, Algol, Lisp, etc.) o qué paquete de software se va a utilizar para procesar el modelo en la computadora y obtener los resultados deseados.

### Verificación
El proceso de verificación consiste en comprobar que el modelo simulado cumple con los requisitos de diseño para los que se elaboró. Se trata de evaluar que el modelo se comporta de acuerdo a su diseño.

### Validación del sistema
A través de esta etapa se valoran las diferencias entre el funcionamiento del simulador y el sistema real que se está tratando de simular. Las formas más comunes de validar un modelo son:
- La opinión de expertos sobre los resultados de la simulación.
- La exactitud con que se predicen datos históricos.
- La exactitud en la predicción del futuro.
- La comprobación de falla del modelo de simulación al utilizar datos que hacen fallar al sistema real.
- La aceptación y confianza en el modelo de la persona que hará uso de los resultados que arroje el experimento de simulación.

### Experimentación
La experimentación con el modelo se realiza después que este haya sido validado. La experimentación consiste en comprobar los datos generados como deseados y en realizar un análisis de sensibilidad de los índices requeridos.

### Interpretación
En esta etapa del estudio, se interpretan los resultados que arroja la simulación y con base a esto se toma una decisión. Es obvio que los resultados que se obtienen de un estudio de simulación colabora a soportar decisiones del tipo semi-estructurado.

### Documentación
Dos tipos de documentación son requeridos para hacer un mejor uso del modelo de simulación. La primera se refiere a la documentación del tipo técnico y la segunda se refiere al manual del usuario, con el cual se facilita la interacción y el uso del modelo desarrollado.

## Modelos de simulación
La experimentación puede ser un trabajo de campo o de laboratorio. El modelo de método usado para la simulación sería teórico, conceptual o sistémico.
Después de confirmar la hipótesis podemos ya diseñar un teorema. Finalmente si este es admitido puede convertirse en una teoría o en una ley.

### Modelo teórico
El modelo teórico debe contener los elementos que se precisen para la simulación. Un ejemplo con trabajo de laboratorio es un programa de estadística con ordenador que genere números aleatorios y que contenga los estadísticos de la media y sus diferentes versiones : cuadrática- aritmética-geométrica-armónica. Además debe ser capaz de determinar la normalidad en términos de probabilidad de las series generadas. La hipótesis de trabajo es que la media y sus versiones también determinan la normalidad de las series. Es un trabajo experimental de laboratorio. Si es cierta la hipótesis podemos establecer un teorema, teoría o ley.
Es el modelo principal de toda una investigación científica, gracias a ello podemos definir o concluir la hipótesis, las predicciones, etc.

### Modelo conceptual
El modelo conceptual desea establecer por un cuestionario y con trabajo de campo, la importancia de la discriminación o rechazo en una colectividad y hacerlo por medio de un cuestionario en forma de una simulación con una escala de actitud. Después de ver si la población es representativa o adecuada, ahora la simulación es la aplicación del cuestionario y el modelo es el cuestionario para confirmar o rechazar la hipótesis de si existe discriminación en la población y hacia que grupo de personas y en que cuestiones. Gran parte de las simulaciones son de este tipo con modelos conceptuales.

### Modelo sistémico
El modelo sistémico se construye utilizando como metodología la dinámica de sistemas. Se simula el sistema social en una de sus representaciones totales. El análisis de sistemas es una representación total. Un plan de desarrollo en el segmento de transportes con un modelo de ecología humana, por ejemplo. El énfasis en la teoría general de sistemas es lo adecuado en este tipo de simulaciones. Este método, que es para un sistema complejo, es sumamente abstracto, y no se limita a la descripción del sistema, sino que debe incluir en la simulación las entradas y salidas de energía y los procesos de homeostasis, de autopoiesis y de retroalimentación.
Tanto el programa de estadística como la escala de actitud y el sistema total, son perfectas simulaciones de la realidad y modelizan todos los elementos en sus respectivas hipótesis de trabajo. Son también un microclima y el ambiente o el escenario en los procesos de simulación/experimentación. Otras propiedades que deben contener las simulaciones es que sean repetibles indefinidamente. Que eviten el efecto de aprendizaje que incita al encuestador a rellenar él mismo los cuestionarios y que se podrá evitar con algún control, que sean flexibles o mejorables y que no sea invasivo o cambiar la población de las muestras sucesivas.

## Simulación por computadora
Es un intento de modelar situaciones de la vida real por medio de un programa de computadora, lo que requiere ser estudiado para ver cómo es que trabaja el sistema. Ya sea por cambio de variables, quizás predicciones hechas acerca del comportamiento del sistema.
La simulación por computadora se ha convertido en una parte útil del modelado de muchos sistemas naturales en física, química y biología, y sistemas humanos como la economía y las ciencias sociales (sociología computacional), así como en dirigir para ganar la penetración (profundidad) su comportamiento cambiará cada simulación según el conjunto de parámetros iniciales supuestos por el entorno. Las simulaciones por computadora son a menudo consideradas seres humanos fuera de un loop de simulación.
Tradicionalmente, el modelado formal de sistemas ha sido a través de un modelo matemático, que intenta encontrar soluciones analíticas a problemas que permiten la predicción del comportamiento de un sistema de un conjunto de parámetros y condiciones iniciales. La simulación por computadora es frecuentemente usada como un accesorio para, o sustitución de, sistemas de modelado para los cuales las soluciones analíticas de forma cerrada simple no son posibles. Ahí se encuentran muchos tipos diferentes de simulación por computadora, la característica común que todas ellas comparten es el intento por generar una muestra de escenarios representativos para un modelo en que una enumeración completa de todos los estados posibles serían prohibitivos o imposibles. Varios paquetes de software existen para modelar por computadora, como Vensim, Stella o Powerim, y así la simulación se hace sin gran esfuerzo (por ejemplo: la simulación Montecarlo y el modelado estocástico como el Simulador de Riesgo).
Es cada vez más común escuchar acerca de simulaciones a muchas clases designadas como "ambientes sintéticos". Esta etiqueta ha sido adoptada al ampliar la definición de "simulación", que abarca virtualmente cualquier representación computarizada.

## Simulación en informática
En informática la simulación tiene todavía mayor significado especializado: Alan Turing usó el término "simulación" para referirse a lo que pasa cuando una computadora digital corre una tabla de estado (corre un programa) que describe las transiciones de estado, las entradas y salidas de una máquina.
En programación, un simulador es a menudo usado para ejecutar un programa que tiene que correr en ciertos tipos de inconvenientes de computadora o en un riguroso controlador de prueba de ambiente. Por ejemplo, los simuladores son frecuentemente usados para depurar un microprograma (microcódigo) o algunas veces programas de aplicación comercial. Dado que, la operación de computadoras es simulada, toda la información acerca de la operación de computadoras es directamente disponible al programador, y la velocidad y ejecución pueda variar a voluntad.
Los simuladores pueden ser usados para interpretar la ingeniería de seguridad o la prueba de diseño de lógica VLSI, antes de que sean construidos. En informática teórica el término "simulación" representa una relación entre los sistemas de transición de estado. Esto es usado en el estudio de la semántica operacional.
En el área de las ciencias son de gran ayuda ya que los estudiantes relacionan conceptos abstractos con reales (el choque de moléculas) y también ayuda en el sentido de los recursos ya que solo se tiene que disponer con un par de computadores y no con todo el aparataje de un laboratorio entero.

## Simulación en la preparación

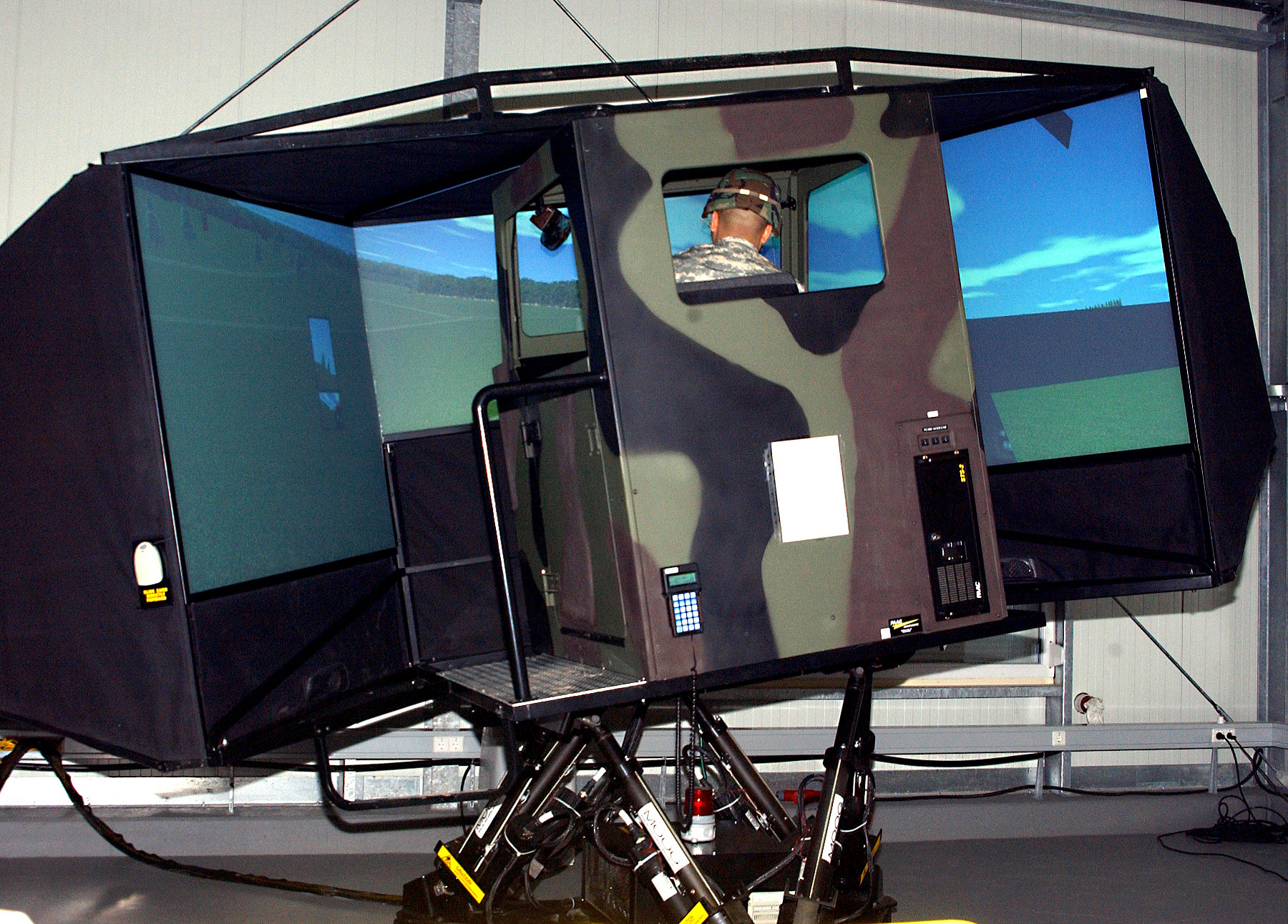
Soldado en un simulador de prueba de manejo.

La simulación es usada en el entrenamiento o preparación tanto del personal civil como militar; esto sucede cuando es prohibitivamente caro o simplemente muy peligroso para permitirle usar equipo real a un aprendiz en el mundo real. En esta última situación ellos aprenderán valiosas lecciones en un ambiente virtual seguro. La conveniencia es permitir errores durante el entrenamiento para un sistema crítico de seguridad.
El entrenamiento simulado típicamente viene en tres categorías:
1. Simulación de "Vida", es cuando las personas reales usan equipo simulado en el mundo real.
2. Simulación "Virtual", es cuando las personas reales usan equipo simulado en mundos simulados o ambientes virtuales.
3. Simulación "Constructiva", es cuando personas simuladas, usan equipo simulado, en ambientes simulados.

## Simulación en la educación
Este tipo de simulación es un tanto parecida a la de entrenamiento o preparación. Ellas se enfocan a tareas específicas. En el pasado los vídeos eran usados por maestros para educar alumnos, enseñándoles a observar, solucionar problemas y jugar un rol; sin embargo se ha visto desplazada por la simulación, puesto que esta incluye viñetas narrativas animadas, pudiendo ser vídeos de caricaturas hipotéticas e historias basadas en la realidad, envolviendo a la clase en la enseñanza y aprendizaje. También se usa para evaluar el aprendizaje, resolver problemas de habilidades y disposición de los niños, y el servicio de los profesores.
La simulación en la educación permiten al aprendiz llegar al conocimiento por medio del trabajo exploratorio, la inferencia, el aprendizaje por descubrimiento y el desarrollo de habilidades implicadas en la investigación de un fenómeno de naturaleza física o social, desarrollar ciertas acciones, habilidades y hábitos del tema o especialidad y resolución de problemas.
La simulación en la educación consiste en situar a un educando en un contexto que imite algún aspecto de la realidad y en establecer en ese ambiente situaciones, problemáticas o reproductivas, similares a las que podrían producirse en la realidad. Así, la persona que realiza las simulaciones para aprender sobre algún aspecto, ya sea sobre sus conocimientos, habilidades o actitudes; está preparada para cuando sucedan en su vida. Por ejemplo: realizar una simulación sobre cómo actuar ante conflictos en el aula, simulaciones sobre primeros auxilios, etc.

## Simulación en las ciencias naturales
Los experimentos basados en técnicas como la espectroscopia de RMN proveen datos detallados sobre el comportamiento de la materia. Sin embargo, para interpretar estos experimentos y para obtener una resolución mayor en espacio y tiempo, tenemos que recurrir a modelos teóricos. La resolución analítica de estos modelos es imposible para la mayoría de los sistemas de interés práctico. Por ello, es necesario recurrir a la resolución numérica de estos modelos en forma de simulaciones. Una simulación busca recrear los elementos que se consideran importantes en la reproducción de un fenómeno observado empíricamente. Ejemplos importantes son la dinámica molecular y la química computacional, ambas utilizadas ampliamente para estudiar el plegamiento de proteínas en la biofísica y las propiedades mecánicas de polímeros artificiales en la ciencia de materiales.

## Simulación médica
Este tipo de simulación incrementa cada vez más su desarrollo y se está desplegando cada vez más para enseñar procedimientos terapéuticos y de diagnóstico, así como conceptos y la toma de decisiones al personal en las profesiones médicas. Se han estado desarrollando simuladores para el entrenamiento en una gama de procedimientos básicos tales como la transfusión de sangre, una cirugía laparoscópica, cuidados traumatológicos, auscultación pulmonar y cardiaca y otros.